# Melongena bispinosa
Melongena bispinosa es una especie de gasterópodo marino perteneciente a la familia Melongenidae.

## Nombre común
- Español: chivita.[2]

## Clasificación y descripción de la especie
Concha de color claro, con seis o siete vueltas. Ornamentación con espinas fuertes dispuestas en una o dos hileras. Abertura con la muesca anal ancha y el canal sifonal corto y aplanado. El labio externo delgado pero crenulado, el labio interno generalmente de color blanco-amarillo y brilloso. Opérculo córneo. Llega a medir hasta 10 cm. Es una especie carnívora, dioica pero no hay dimorfismo en la morfología externa entre las hembras y los machos.

## Distribución de la especie
Esta especie se distribuye al sureste del Golfo de México, desde Tamaulipas hasta Quintana Roo.

## Ambiente marino
Habita en aguas someras y salobres con abundante materia orgánica, como lagunas y ciénegas.

## Estado de conservación
No se encuentra bajo ninguna categoría de riesgo.

## Importancia cultural y usos
Es común ver esta especie de molusco usada en diversas artesanías y es uno de los recursos pesqueros más importantes del sur del Golfo de México.